# 尊寿院
尊寿院（そんじゅいん、? - 文禄4年11月4日（1595年12月4日））は、戦国時代末期から安土桃山時代の女性。大友氏第22代当主大友義統の正室。父は大友氏重臣・吉弘鑑理で、母は大友義鑑（義統の祖父）の娘（宗麟の妹）。高橋紹運は兄、吉弘統幸、立花宗茂は甥に当たる。菊姫、嘉久姬という名の他に、洗礼名からジュスタとも呼ばれ、法名の尊寿院もそこからとられた。

## 略歴
義統との間に4人の子供を儲けるが、近親婚の子であり、元来病弱な女性であったという。
天正15年（1587年）、舅であり伯父である大友宗麟の命により、キリスト教に改宗して、洗礼名「ジュスタ」を授かる。この時に息子と2人の娘も受洗、嫡子義乗は「フルゼンシオ」、娘は「サビイナ」「マキシマ」という洗礼名を授かった。
文禄の役の時豊臣秀吉の命により上阪し、大坂城下の大友屋敷に入った。しかし文禄2年（1593年）、夫・義統（当時「吉統」）が改易されたことで大坂を追放され、夫の配所への同行も許されず、幼い子供3人を連れ、旧領の豊後国を供もなく放浪する悲惨な目にあった
柳川城主となっていた立花宗茂（左近）の元に身を寄せることとし、筑後国下妻郡禅院村に屋敷を与えられたが、ほどなく文禄4年に死去した。
禁教令の前であったが、日蓮宗徒として葬られ、戒名は尊寿院殿日正大姉、墓所は尊寿寺（福岡県みやま市）。同寺は柳河領内最初の法華の寺。